# Playa del Arco
La playa del Arco es una playa catalogada como zona B3 en el PORN de 2008. Se encuentra ubicada en Los Escullos, Níjar (provincia de Almería, España).

## Véase también

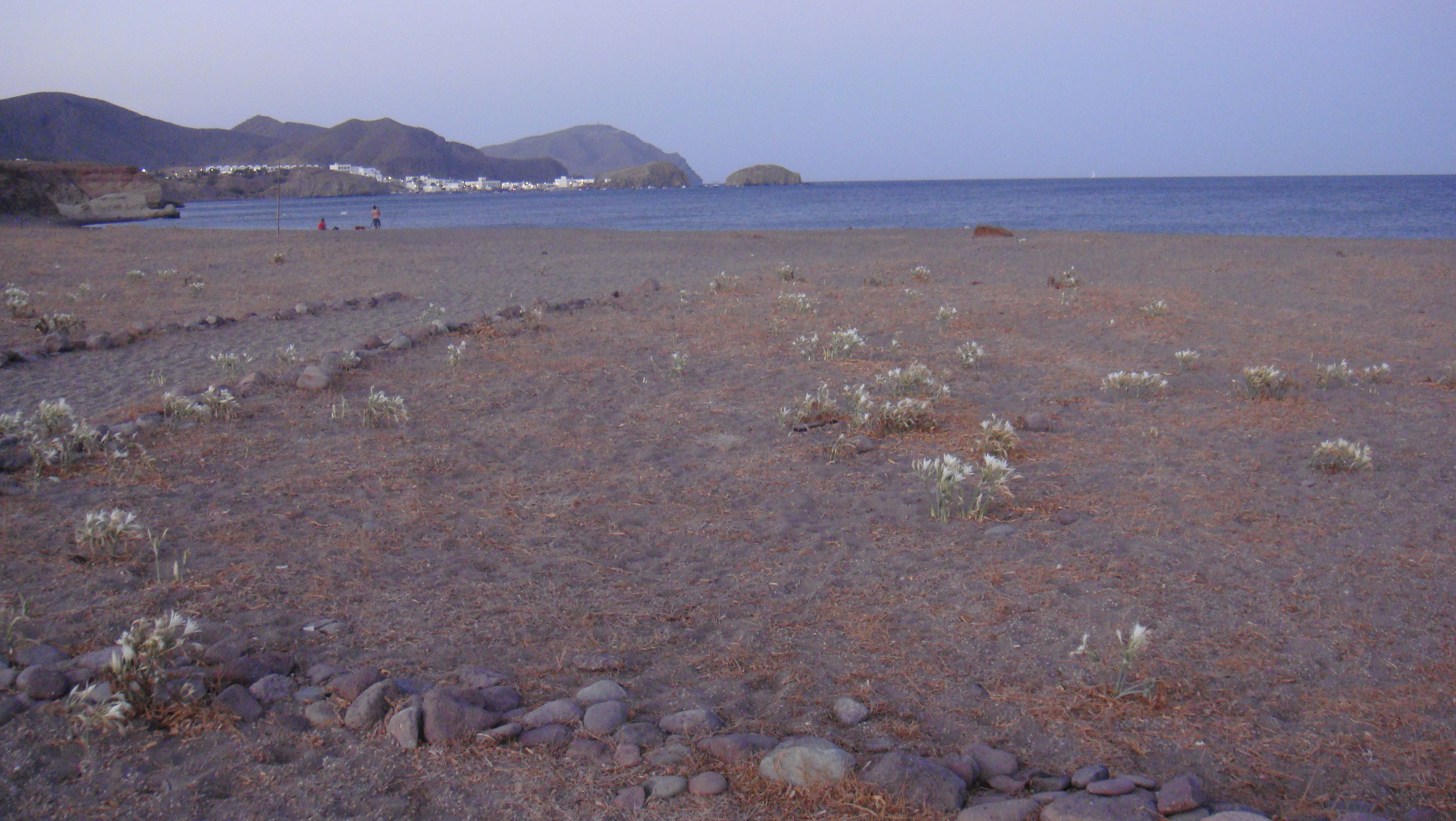
Vista de la playa.